# 스마트 ED

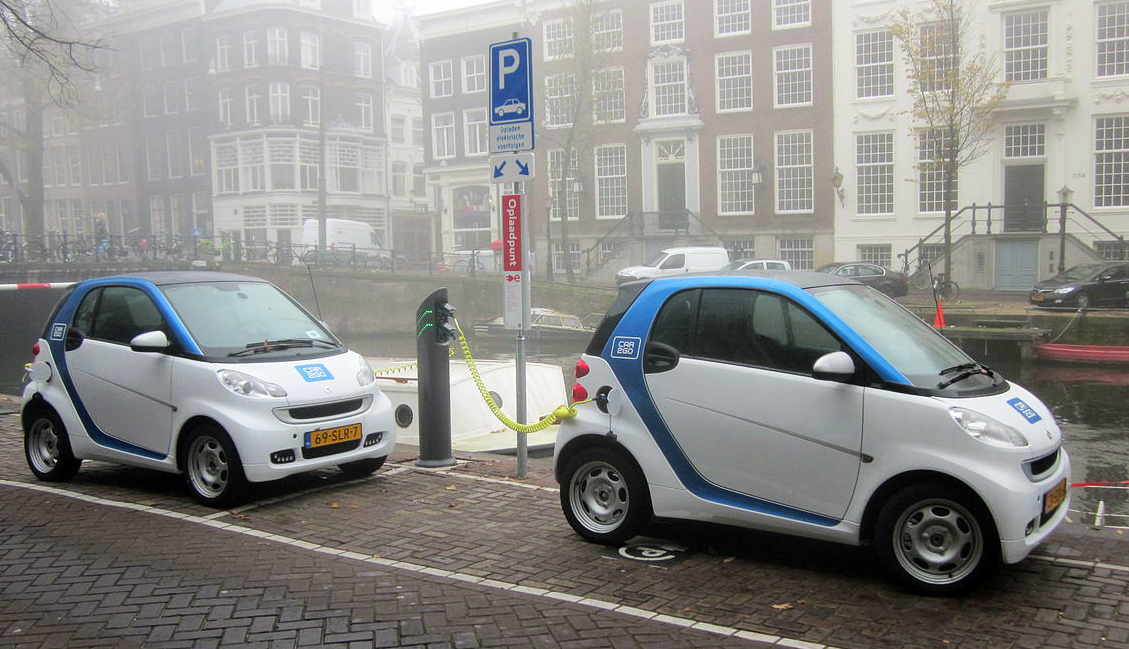

스마트 ED는 독일 다임러사의 스마트 포투의 전기자동차 버전이다.

## 3세대
2011 프랑크푸르트 모터쇼에서 3세대 스마트 ED가 공개되었다.
2세대에서 다음과 같은 점이 개선되었다.
- 모터 출력 40마력에서 74마력으로 증가
  - 가속도 증가
  - 최대 속도 100 km에서 120 kmh로 증가
- 신형 리튬 이온 배터리
  - 운행거리 135 km에서 140 km으로 증가

독일에서 16,000 유로(1,500 만원)에 판매되며, 배터리 월임대료로 60 유로(9 만원)이 든다.

### 제원
- 출력: 55 kW (74 hp)
- 토르크: 130 newton metres (96 lbf·ft)
- 최대속도: 120 km/h (75 mph)
- 제로백: 13초
- 0 to 60 km/h (0 to 37 mph): 5초
- Battery capacity: 17.6 kW·h lithium-ion battery by Deutsche ACCUmotive
- 거리: 140 km (87 mi)
- Miles per gallon equivalent: 122 MPGe city, 93 MPGe highway, 107 MPGe combined

## 같이 보기
- 현대 블루온 - 현대자동차가 만든 경형 고속 전기자동차